# Kindattu

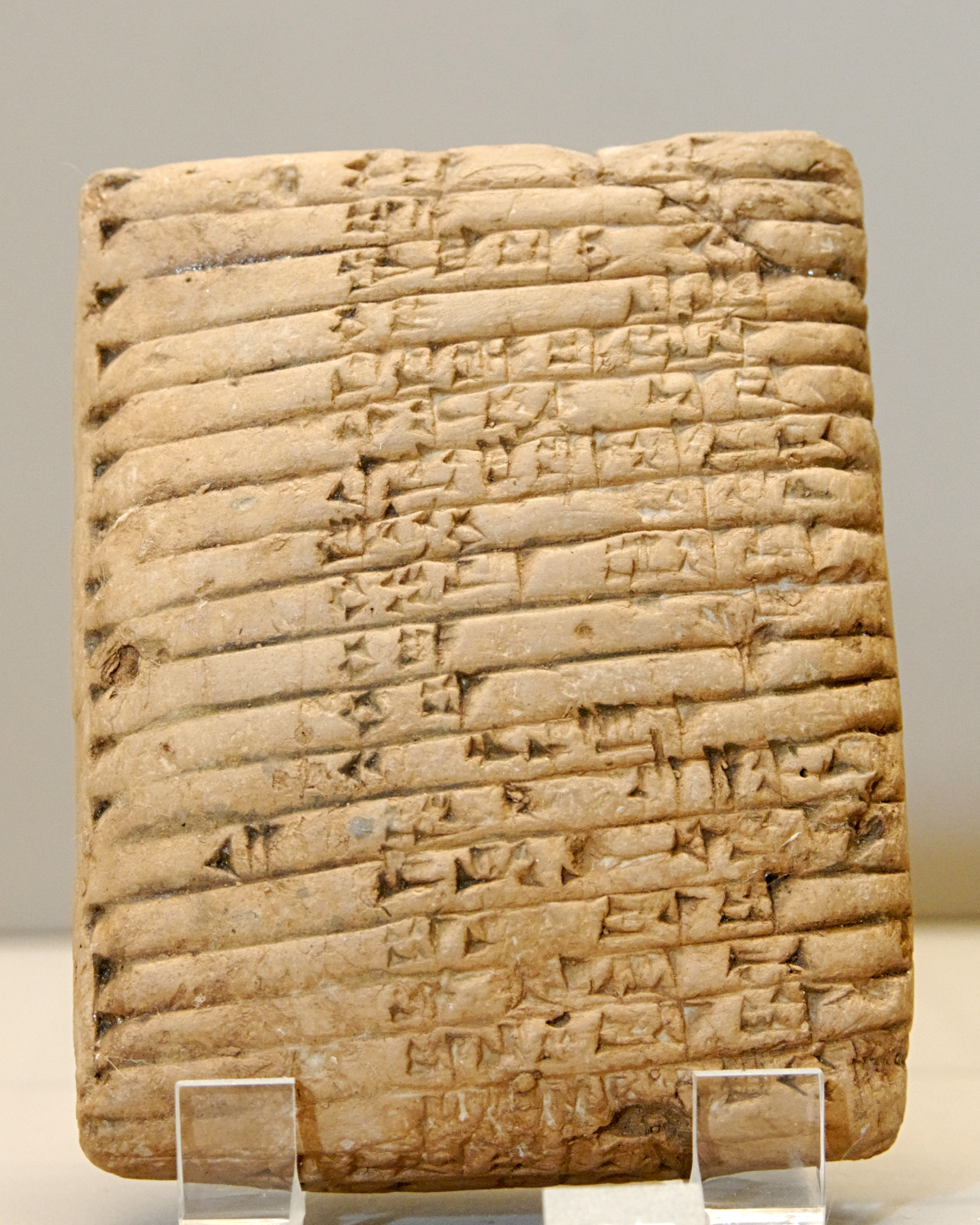
Keilschrifttafel mit der Liste der Könige von Šimaški

Kindattu war ein elamischer Herrscher der Šimaški-Dynastie, die an der Wende vom 3. zum 2. vorchristlichen Jahrtausend in Susa belegt ist. Er war der Sohn von Ebarti I. und ist der sechste Herrscher, der auf einer Königsliste der Šimaški-Dynastie erscheint. Er war ein Zeitgenosse von Išbi-Erra (etwa um 2017 bis 1985 v. Chr.) aus Isin und scheint eine aggressive Außenpolitik geführt zu haben, in deren Verlauf die Ur-III-Dynastie beendet wurde und damit eine neue Ära in Mesopotamien begann.
Nur wenig ist von Kindattu bekannt, jedoch gibt es einen Hymnus an Išbi-Erra, in dem berichtet wird, dass Kindattu Ur eingenommen und zerstört habe. Der letzte König von Ur, Ibbi-Sin (etwa 2028 bis 2004 v. Chr.), wurde gefangen genommen und nach Anschan gebracht, der östlichen Hauptstadt von Elam.
Kindattu ist von einem Rollsiegel aus Susa bekannt, das seinem Sohn Imazu gehörte, der selbst jedoch nicht König wurde. Nachfolger wurde indessen Kindattus Sohn Idattu.